# Falcon 9
Falcon 9 ([ˈfælkən naɪn], falcon с англ. — «сокол») — семейство ракет-носителей тяжёлого класса с многоразовой первой ступенью серии Falcon американской компании SpaceX. Falcon 9 состоит из двух ступеней и использует в качестве компонентов топлива керосин марки RP-1 (горючее) и жидкий кислород (окислитель). Цифра «9» в названии обозначает количество жидкостных ракетных двигателей Merlin, установленных на первой ступени ракеты-носителя.
Первая ступень Falcon 9 может быть повторно использована, на неё установлено оборудование для возврата и вертикального приземления на посадочную площадку или плавающую платформу autonomous spaceport drone ship. 22 декабря 2015 года, после запуска на орбиту 11 спутников Orbcomm-G2, первая ступень ракеты-носителя Falcon 9 FT впервые успешно приземлилась на площадку Посадочной зоны 1. 8 апреля 2016 года, в рамках миссии SpaceX CRS-8, первая ступень ракеты Falcon 9 FT впервые в истории ракетостроения успешно приземлилась на морскую платформу «Of Course I Still Love You». 30 марта 2017 года та же ступень, после технического обслуживания, была запущена повторно в рамках миссии SES-10 и снова успешно приземлилась на морскую платформу. Всего в 2017—2019 годах было осуществлено 24 повторных запуска первой ступени. В 2020 году в 21 из 26 запусков первая ступень использовалась повторно, одна из ступеней использовалась 5 раз в течение года и две ступени были запущены в седьмой раз. В 2021 году только в двух запусках из 31 использовалась новая первая ступень, одна из ступеней была запущена в одиннадцатый раз.
Falcon 9 используется для запусков геостационарных коммерческих спутников связи, научно-исследовательских космических аппаратов, грузового космического корабля Dragon 2 в рамках программы Commercial Resupply Services по снабжению Международной космической станции, а также для запуска пилотируемого корабля Crew Dragon. Рекордной по массе полезной нагрузкой, выведенной на низкую опорную орбиту (НОО), является связка из 54 спутников Starlink версии 1.5 суммарным весом в 16 700 килограммов. Рекордом для геопереходной орбиты (ГПО) является Intelsat 35e  6761 кг.

## Общая конструкция

### Первая ступень
Использует керосин RP-1 в качестве горючего и жидкий кислород в качестве окислителя.
Построена по стандартной схеме, когда бак окислителя располагается над баком с горючим. Днище между баками общее. Оба бака выполнены из алюминиево-литиевого сплава, добавление в сплав лития увеличивает удельную прочность материала и позволяет уменьшить массу конструкции. Стенки бака окислителя несущие, стенки бака горючего усилены шпангоутами и продольными балками в связи с тем, что на нижнюю часть первой ступени приходится наибольшая наседающая нагрузка. Окислитель поступает в двигатели через трубопровод, проходящий через центр топливного бака по всей его длине. Для наддува баков используется сжатый гелий.
Первая ступень Falcon 9 использует девять жидкостных ракетных двигателей Merlin. В зависимости от версии ракеты-носителя разнятся версия двигателей и их компоновка. Для запуска двигателей используют самовоспламеняющуюся смесь триэтилалюминия и триэтилборана (TEA-TEB).
Первую и вторую ступени соединяет переходный отсек, оболочка которого выполнена из алюминиево-углепластикового композита. Он закрывает двигатель второй ступени и содержит механизмы разделения ступеней. Механизмы разделения — пневматические, в отличие от большинства ракет, использующих для подобных целей пиропатроны. Такой тип механизма позволяет обеспечить его дистанционное испытание и контроль, повышая надёжность разделения ступеней.

### Вторая ступень
Является, по сути, укороченной копией первой ступени, с использованием тех же материалов, производственных инструментов и технологических процессов. Это позволяет существенно уменьшить расходы на производство и обслуживание ракеты-носителя и, как следствие, снизить стоимость её запуска. Аналогично первой ступени, баки изготовлены из алюминиево-литиевого сплава, стенки бака горючего подкреплены продольным и поперечным силовым набором, стенки бака окислителя без подкрепления. Также использует в качестве компонентов топлива керосин и жидкий кислород.
На второй ступени используется один жидкостный ракетный двигатель Merlin Vacuum. Отличается соплом со значительно увеличенной степенью расширения для оптимизации работы двигателя в вакууме. Двигатель может быть перезапущен многократно для доставки полезной нагрузки на различные рабочие орбиты. Вторая ступень также использует для запуска двигателя самовоспламеняющуюся смесь TEA-TEB. Для повышения надёжности система зажигания двукратно резервирована.
Для управления пространственным положением в фазе свободного орбитального полёта, а также для контроля вращения ступени во время работы основного двигателя используется система ориентации, газореактивные двигатели которой работают на сжатом азоте.

### Бортовые системы
Каждая ступень оборудована авионикой и бортовыми полётными компьютерами, которые контролируют все параметры полёта ракеты-носителя. Вся используемая авионика собственного производства SpaceX и выполнена с трёхкратным резервированием. Для повышения точности вывода полезной нагрузки на орбиту в дополнение к инерциальной навигационной системе используется GPS. Полётные компьютеры работают под управлением операционной системы Linux с программным обеспечением, написанным на языке C++.
Каждый двигатель Merlin оснащён собственным контроллером, следящим за параметрами двигателя в течение всего времени работы. Контроллер состоит из трёх процессорных блоков, которые постоянно проверяют показатели друг друга с целью повышения отказоустойчивости системы.
Ракета-носитель Falcon 9 способна успешно завершить полёт даже при аварийном выключении двух из девяти двигателей первой ступени. В такой ситуации полётные компьютеры выполняют перерасчёт программы полёта, и оставшиеся двигатели работают дольше для достижения необходимой скорости и высоты. Аналогичным образом меняется полётная программа второй ступени. Так, на 79-й секунде полёта SpaceX CRS-1 двигатель номер 1 первой ступени был аварийно остановлен после срыва его обтекателя и последовавшего падения рабочего давления. Космический корабль Dragon был успешно выведен на расчётную орбиту за счёт увеличенного времени работы остальных восьми двигателей, хотя выполнявший роль вторичной нагрузки спутник Orbcomm-G2 был выведен на более низкую орбиту и сгорел в атмосфере через 4 дня.
Так же как и в ракете-носителе Falcon 1, последовательность запуска Falcon 9 предусматривает возможность остановки процедуры запуска на основании проверки двигателей и систем ракеты-носителя перед стартом. Для этого пусковая площадка оборудована четырьмя специальными зажимами, которые некоторое время удерживают ракету уже после запуска двигателей на полную мощность. При обнаружении неполадок запуск останавливается, и проводится откачка топлива и окислителя из ракеты. Таким образом, для обеих ступеней предусмотрена возможность повторного использования и проведения стендовых испытаний перед полётом. Подобная система также использовалась для «Шаттла» и «Сатурна-5».

### Головной обтекатель
Конический головной обтекатель располагается на вершине второй ступени и защищает полезную нагрузку от аэродинамических, температурных и акустических воздействий во время полёта в атмосфере. Состоит из двух половин и отделяется сразу после выхода ракеты из плотных слоёв атмосферы. Механизмы отделения полностью пневматические. Обтекатель, как и переходной отсек, изготавливается из ячеистой, сотовидной алюминиевой основы с многослойным углепластиковым покрытием. Высота стандартного обтекателя Falcon 9 составляет 13,1 м, диаметр внешний 5,2 м, диаметр внутренний 4,6 м, вес около 1750 кг. Каждая створка обтекателя оборудована азотными двигателями для управления ориентацией в вакууме и системой управления парафойлом, обеспечивающими плавное управляемое приводнение в заданной точке с точностью 50 м. Чтобы избежать контакта створки с водой, SpaceX пытается поймать её в сетку площадью 40000 кв. футов (~ 3716 м2), натянутую подобно батуту над быстроходными судами. Для этой задачи SpaceX использует подрядчиков, уже имеющих опыт в области управляемой посадки парашютов с грузом до 10 000 кг. Обтекатель не используется при запуске космического корабля Dragon.

## Варианты Falcon 9

Полная линейка ракет-носителей Falcon 9.

Ракета-носитель с момента первого запуска прошла через две существенные модификации. Первая версия, Falcon 9 v1.0, запускалась пять раз с 2010 по 2013 год, ей на смену пришла версия Falcon 9 v1.1, выполнившая 15 запусков; использование её было завершено в январе 2016 года. Следующая версия, Falcon 9 Full Thrust (FT), впервые запущенная в декабре 2015 года, использует переохлаждённые компоненты топлива и максимальную тягу двигателей для увеличения грузоподъёмности ракеты-носителя на 30 %. В мае 2018 года был выполнен первый запуск финальной версии ракеты-носителя, Falcon 9 Block 5, которая включила в себя многочисленные улучшения, направленные в основном на ускорение и упрощение повторного использования первой ступени, а также на повышение надёжности, с целью сертификации для пилотируемых полётов.

### Falcon 9 v1.0
Первая версия ракеты-носителя, также известная как Block 1. Было осуществлено 5 запусков данной версии с 2010 по 2013 год.
Первая ступень Falcon 9 v1.0 использовала 9 двигателей Merlin 1C. Двигатели располагались рядно, по схеме 3 на 3. Суммарная тяга двигателей составляла около 3800 кН на уровне моря, и около 4340 кН в вакууме, удельный импульс на уровне моря — 266 с, в вакууме — 304 с. Номинальное время работы первой ступени — 170 с.
Вторая ступень использовала 1 двигатель Merlin 1C Vacuum, с тягой 420 кН и удельным импульсом в вакууме — 336 с. Номинальное время работы второй ступени — 345 с. В качестве системы ориентации ступени использовались 4 двигателя Draco.
Высота ракеты составляла — 54,9 м, диаметр — 3,7 м. Стартовая масса ракеты — около 318 т.
Стоимость запуска на 2013 год составляла 54—59,5 млн $.
Масса выводимого груза на НОО — до 9000 кг и на ГПО — до 3400 кг. Фактически, ракета использовалась только для запусков космического корабля Dragon на низкую опорную орбиту.
Во время запусков проводились испытания на повторное использование обеих ступеней ракеты-носителя. Изначальная стратегия использования лёгкого теплозащитного покрытия для ступеней и парашютной системы себя не оправдала (процесс посадки даже не доходил до раскрытия парашютов, ступень разрушалась при вхождении в плотные слои атмосферы), и была заменена на стратегию управляемого приземления с использованием собственных двигателей.
Планировался так называемый Block 2, версия ракеты с улучшенными двигателями Merlin 1C, повышающими суммарную тягу ракеты-носителя до 4940 кН на уровне моря, с массой выводимого груза на НОО — до 10 450 кг и на ГПО — до 4540 кг. Впоследствии планируемые наработки были перенесены в новую версию 1.1.
Использование версии 1.0 было прекращено в 2013 году с переходом на Falcon 9 v1.1.

Схема расположения двигателей. Falcon 9 v1.0 (слева) и v1.1 (справа)

### Falcon 9 v1.1
Вторая версия ракеты-носителя. Первый запуск состоялся 29 сентября 2013 года.
Баки для топлива и окислителя, как первой, так и второй ступени ракеты-носителя Falcon 9 v1.1 были значительно удлинены по сравнению с предыдущей версией 1.0.
Первая ступень использовала 9 двигателей Merlin 1D, с увеличенной тягой и удельным импульсом. Новый тип двигателя получил способность к дросселированию со 100 % до 70 %, и, возможно, ещё ниже. Изменено расположение двигателей: вместо трёх рядов по три двигателя используется компоновка с центральным двигателем и расположением остальных по окружности. Центральный двигатель также установлен немного ниже остальных. Схема получила название Octaweb, она упрощает общее устройство и процесс сборки двигательного отсека первой ступени. Суммарная тяга двигателей — 5885 кН на уровне моря и увеличивается до 6672 кН в вакууме, удельный импульс на уровне моря — 282 с, в вакууме — 311 с. Номинальное время работы первой ступени — 180 с. Высота первой ступени — 45,7 м, сухая масса ступени — около 23 т (около 26 т для (R)-модификации). Масса помещаемого топлива — 395 700 кг, из которых 276 600 кг — жидкий кислород и 119 100 кг — керосин.
Вторая ступень использовала 1 двигатель Merlin 1D Vacuum, тяга 801 кН с удельным импульсом в вакууме — 342 с. Номинальное время работы второй ступени — 375 с. Вместо двигателей Draco применена система ориентации использующая сжатый азот. Высота второй ступени — 15,2 м, сухая масса ступени — 3900 кг. Масса помещаемого топлива — 92 670 кг, из которых 64 820 кг — жидкий кислород и 27 850 кг — керосин.
Высота ракеты увеличилась до 68,4 м, диаметр не изменился — 3,7 м. Стартовая масса ракеты выросла до 506 т.
Заявленная масса выводимого груза на НОО — 13 150 кг и на ГПО — 4850 кг.
Стоимость запуска составляла 56,5 млн $ в 2013 году, 61,2 млн $ в 2015.
Последний запуск данной версии состоялся 17 января 2016 года со стартовой площадки SLC-4E на базе Ванденберг, на орбиту успешно доставлен спутник Jason-3. Всего ракета совершила 15 запусков и единственной неудачей стала миссия SpaceX CRS-7.
Дальнейшие запуски производились с помощью ракеты-носителя Falcon 9 FT.

#### Falcon 9 v1.1(R)
Falcon 9 v1.1(R) (R от англ. reusable — повторно используемая) является модификацией версии 1.1 для управляемого приземления первой ступени.
Модифицированные элементы первой ступени:
1. Первая ступень оснащена четырьмя раскладывающимися посадочными опорами, используемыми для мягкой посадки[5][26]. Суммарная масса стоек достигает 2100 кг[6];
2. Установлено навигационное оборудование для выхода ступени к точке приземления;
3. Три двигателя из девяти предназначены для торможения и получили систему зажигания для повторного запуска;

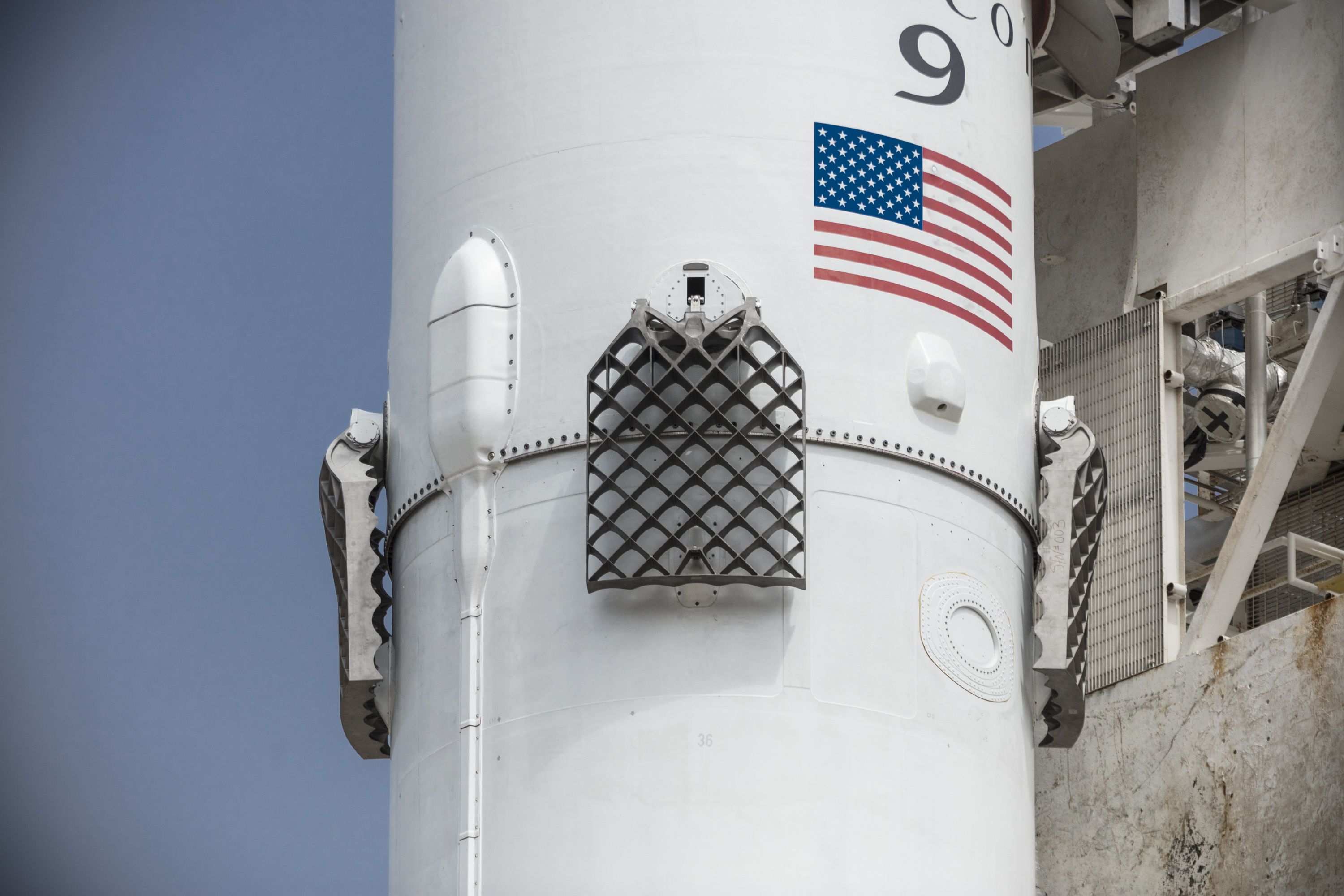
Титановые решётчатые рули и блок газовых сопел системы ориентации (под флагом)

4. Титановые решётчатые рули и блок газовых сопел системы ориентации (под флагом)На верхней части первой ступени устанавливаются складные решётчатые рули для стабилизации вращения и улучшения управляемости на этапе снижения, особенно в то время, когда двигатели будут отключены (в целях снижения массы, для рулей использовалась незамкнутая гидравлическая система, не требующая тяжёлых насосов высокого давления)[6]. Решётчатые рули были испытаны на прототипе F9R Dev1 в середине 2014 года и впервые были использованы во время девятого полёта Falcon 9 v1.1 в миссии SpaceX CRS-5. В более поздних модификациях следующей версии первой ступени, Full Thrust, гидравлическая система была улучшена до замкнутой, а алюминиевые рули заменены на титановые, что упростило многоразовое использование. Новые рули немного длиннее и тяжелее своих алюминиевых предшественников, повышают возможности контроля ступени, выдерживают температуру без необходимости нанесения абляционного покрытия и могут быть использованы неограниченное количество раз, без межполётного обслуживания[27][28][29]
5. В верхней части ступени установлена система ориентации — набор газовых сопел, использующих энергию сжатого азота[5][6], для контроля положения ступени в пространстве до выпуска решётчатых рулей. На обеих сторонах ступени расположен блок, каждый по 4 сопла, направленные вперёд, назад, в сторону и вниз. Сопла, направленные вниз используются перед запуском трёх двигателей Merlin при манёврах торможения ступени в космосе, производимый импульс опускает топливо в нижнюю часть баков, где оно захватывается насосами двигателей[30][31].

### Falcon 9 Full Thrust
Обновлённая и улучшенная версия ракеты-носителя, призванная обеспечить возможность возврата первой ступени после запуска полезной нагрузки на любую орбиту, как низкую опорную, так и геопереходную. Новая версия, неофициально известная под названием Falcon 9 FT (Full Thrust; с англ. — «полная тяга») или Falcon 9 v1.2, пришла на смену версии 1.1.

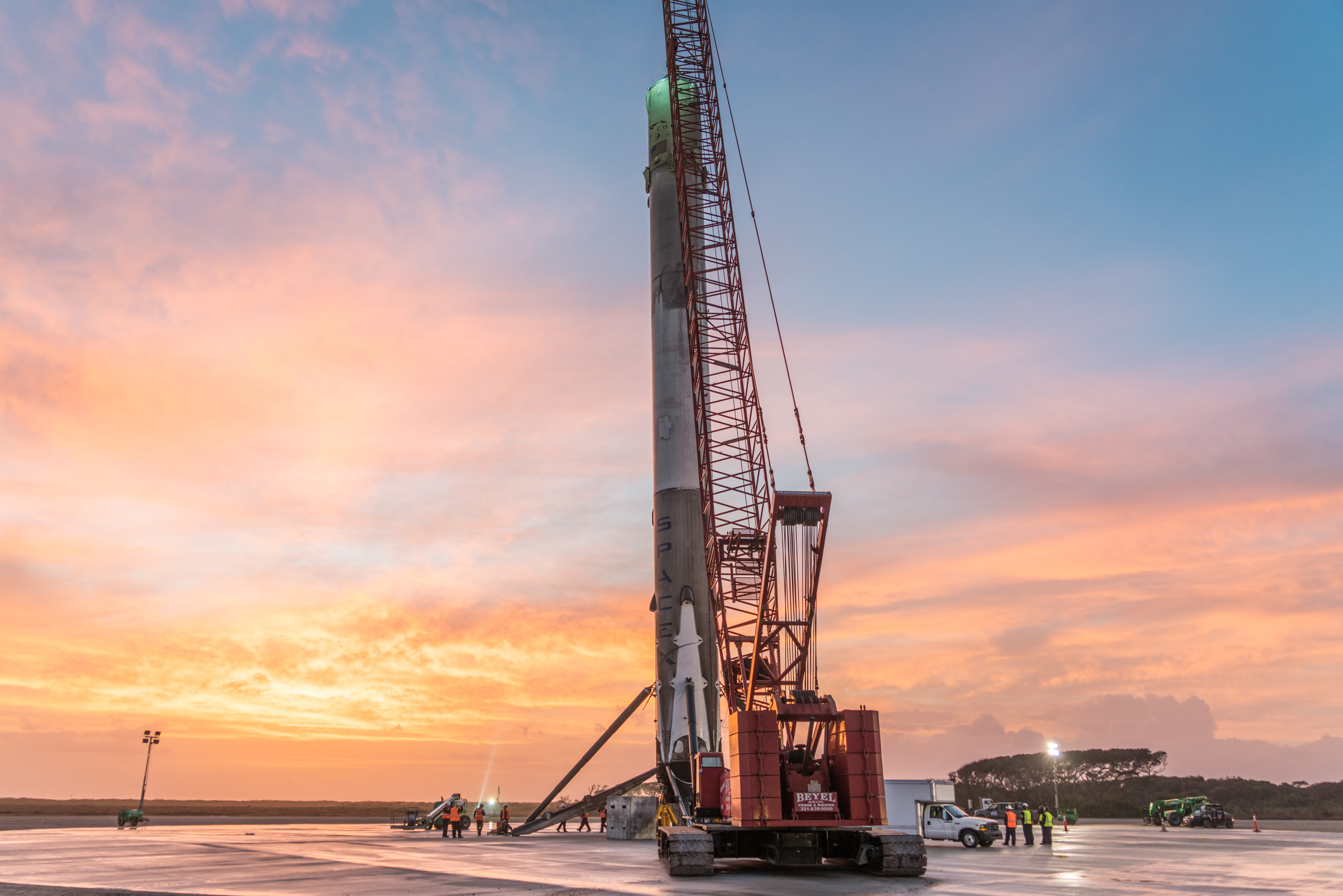
Все вернувшиеся первые ступени Falcon 9 имеют полосатый вид. Белая краска темнеет из-за сажи от двигателей и высокой температуры. Но на кислородном баке образуется изморозь, которая защищает его и он остаётся белым.

Основные изменения: модифицировано крепление двигателей (Octaweb); посадочные стойки и первая ступень усилены, для соответствия возросшей массе ракеты; изменено устройство решётчатых рулей; композитный отсек между ступенями стал длиннее и прочнее; увеличена длина сопла двигателя второй ступени; добавлен центральный толкатель для повышения надёжности и точности расстыковки ступеней ракеты-носителя.
Топливные баки верхней ступени увеличены на 10 %, за счёт чего общая длина ракеты-носителя увеличилась до 70 м.
Стартовая масса выросла до 549 054 кг за счёт увеличения вместимости топливных компонентов, что было достигнуто благодаря использованию переохлаждённого окислителя.
В новой версии ракеты-носителя компоненты топлива охлаждаются до более низких температур. Жидкий кислород охлаждается с −183 °C до −207 °C, что позволит повысить плотность окислителя на 8—15 %. Керосин охлаждается с 21 °C до −7 °C, его плотность увеличится на 2,5 %. Повышенная плотность компонентов позволяет поместить большее количество топлива в топливные баки, что, в сумме с возросшей тягой двигателей, значительно увеличивает характеристики ракеты.

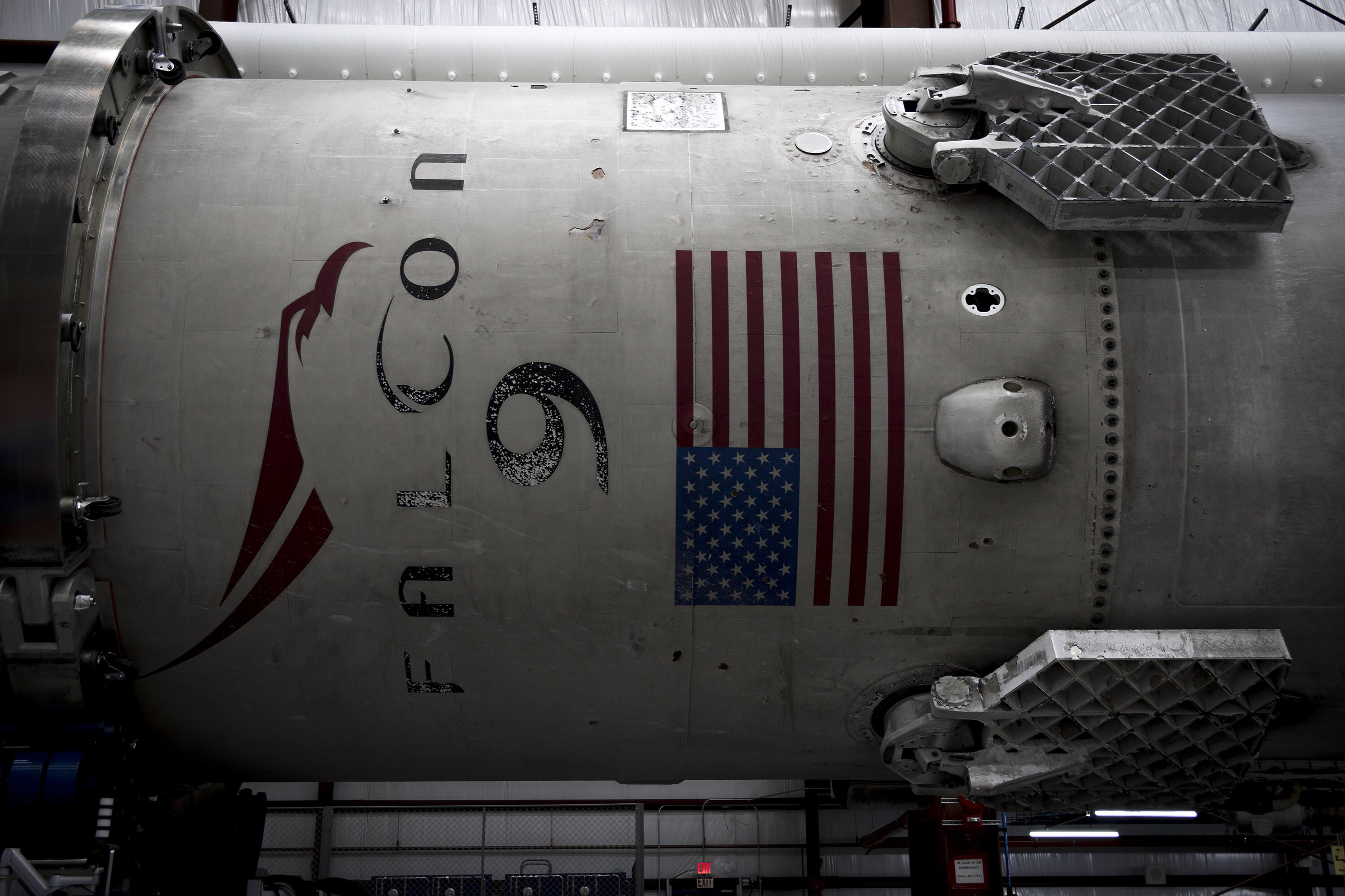
Первая ступень Falcon 9 FT после посадки доставлена в сборочный ангар LC-39A и готовится к испытательному прожигу. Краска местами облупилась, но серьёзных повреждений нет.

В новой версии используются модифицированные двигатели Merlin 1D, работающие на полной тяге (в предыдущей версии тяга двигателей была намеренно ограничена), что позволило значительно увеличить показатели тяги обеих ступеней ракеты-носителя.
Так, тяга первой ступени на уровне моря выросла до 7607 кН, в вакууме — до 8227 кН. Номинальное время работы ступени уменьшилось до 162 секунд.
Тяга второй ступени в вакууме возросла до 934 кН, удельный импульс в вакууме — 348 с, время работы двигателя увеличилось до 397 секунд.
Максимальная полезная нагрузка, выводимая на низкую опорную орбиту (без возвращения первой ступени), составляет 22 800 кг, при возвращении первой ступени уменьшится на 30—40 %. Максимальная полезная нагрузка, выводимая на геопереходную орбиту, составляет 8300 кг, при возвращении первой ступени на плавающую платформу — 5500 кг. Полезная нагрузка, которую можно будет вывести на траекторию перелёта к Марсу, составит до 4020 кг.
Первый запуск версии FT состоялся 22 декабря 2015 года, при возвращении к полётам ракеты-носителя Falcon 9 после аварии миссии SpaceX CRS-7. Были успешно выведены на целевую орбиту 11 спутников Orbcomm-G2, а также впервые состоялась успешная посадка первой ступени на посадочную площадку на мысе Канаверал.
Данная версия ракеты-носителя прошла через ряд из пяти существенных модернизаций, именуемых в компании как «Block». Улучшения последовательно вводились с 2016 по 2018 год. Так, первая ступень с серийным номером B1021, которая впервые была использована повторно при запуске спутника SES-10 в марте 2017 года, относилась к Block 2.

#### Falcon 9 Block 4
Falcon 9 Block 4 представляет собой переходную модель между Falcon 9 Full Thrust (Block 3) и Falcon 9 Block 5. Первый полёт состоялся 14 августа 2017, миссия CRS-12.
Всего было произведено 7 первых ступеней этой версии, которые выполнили 12 запусков (5 ступеней использовались повторно). Последний запуск Falcon 9 со ступенью Block 4 состоялся 29 июня 2018 года, в ходе миссии снабжения SpaceX CRS-15. Все последующие запуски выполняются ракетами версии Block 5.

#### Falcon 9 Block 5

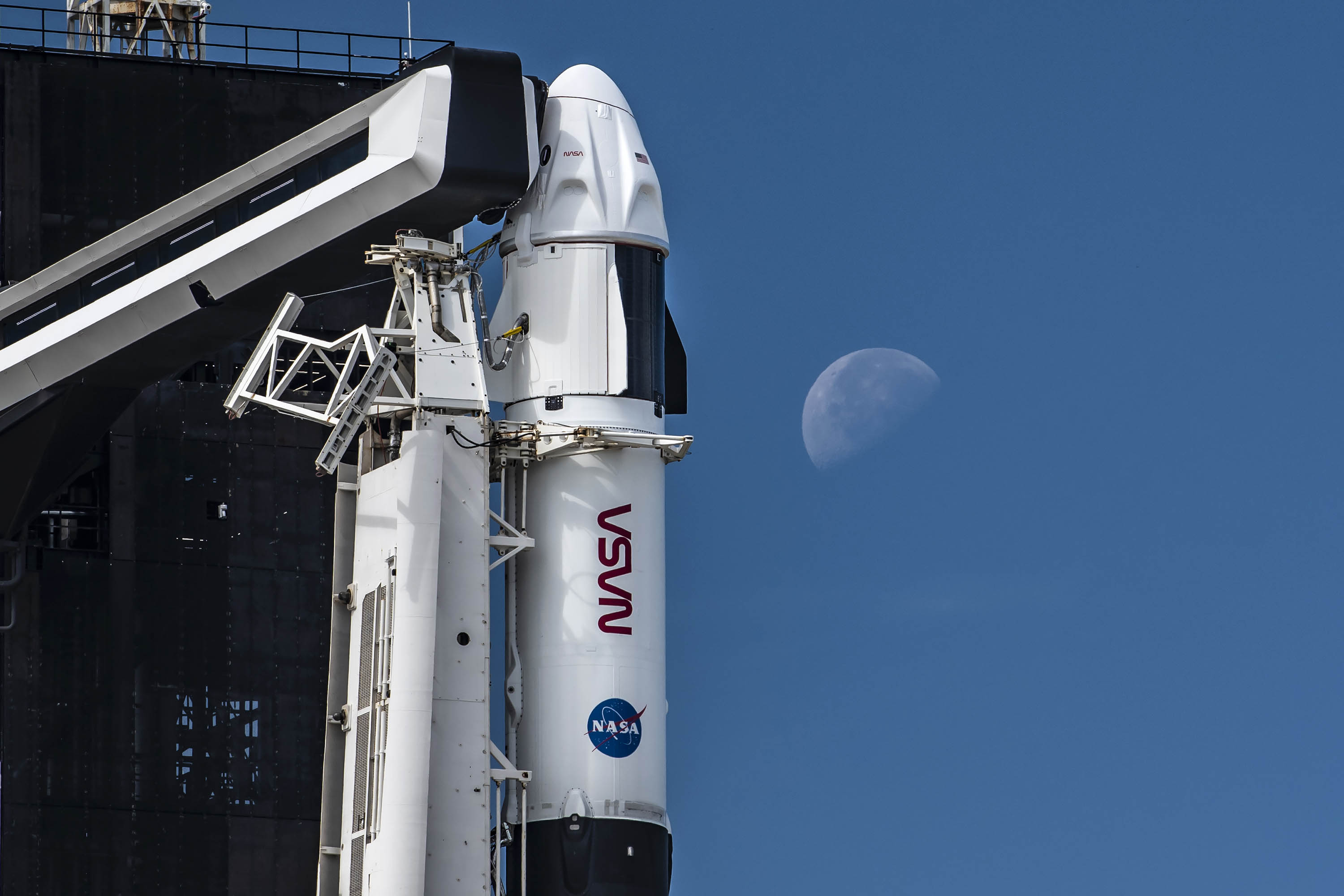
Crew Dragon, установленный на Falcon 9 Block 5 перед миссией SpaceX Crew-3

Окончательная версия ракеты-носителя, нацеленная на повышение надёжности и упрощение повторного использования. Последующих серьёзных модификаций ракеты не планируется, хотя возможны незначительные улучшения в процессе эксплуатации. Ожидается, что будет построено 30—40 первых ступеней Falcon 9 Block 5, которые совершат порядка 300 запусков в течение 5 лет до завершения её эксплуатации. Первая ступень Block 5 рассчитана на «десять и более» запусков без межполётного обслуживания.
Первый запуск состоялся 11 мая 2018 года в 20:14 UTC, в ходе которого успешно выведен на геопереходную орбиту первый бангладешский геостационарный спутник связи Bangabandhu-1.
В октябре 2016 года Илон Маск впервые рассказал про версию Falcon 9 Block 5, где «много мелких улучшений, которые в сумме очень важны, а наиболее важными являются повышенная тяга и улучшенные посадочные стойки». В январе 2017 года Илон Маск добавил, что модель Block 5 «значительно повышает тягу и лёгкость повторного использования». С 2020 года Block 5 используется NASA для доставки людей и грузов на МКС при помощи космического корабля Dragon 2.
Основные изменения в Block 5:
- Тяга двигателя Merlin 1D увеличена на 8 % в сравнении с Block 4, с 780 кН (176 000 фунт-сил) до около 854 кН (190 000 фунт-сил) на уровне моря[44][45]. Суммарная тяга девяти двигателей первой ступени — 7686 кН на уровне моря. Тяга двигателя второй ступени Merlin 1D+ Vacuum увеличена на 5 % до 981 кН (220 000 фунт-сил)[44]. Во время первого запуска этот двигатель был дросселирован до тяговых показателей предыдущей версии.
- По требованию NASA были переработаны причастные к взрыву ракеты 1 сентября 2016 года композитные резервуары высокого давления (COPV)[англ.], использующиеся в системах наддува обеих ступеней, и перепроектированы турбонасосы на двигателях Merlin 1D после того, как на некоторых из них были обнаружены микротрещины, появляющиеся после полёта или испытаний[46]). Также проведены многочисленные улучшения для соответствия требованиям NASA для ракеты, используемой для пилотируемых полётов.
- Octaweb, алюминиевая структура для закрепления 9 двигателей первой ступени, которая ранее была цельносварной, теперь сболчена. Конструкция существенно усилена для повышения надёжности, для её изготовления используется алюминиевый сплав серии 7000 вместо серии 2000.
- Промежуточная секция между ступенями, посадочные опоры и защитный кожух электропроводки, проходящий по всей длине ракеты — теперь чёрного цвета, покрыты гидрофобным жаростойким материалом собственного производства SpaceX, не требующим дополнительной покраски.
- Новые складывающиеся посадочные опоры, которые ранее приходилось полностью снимать, оборудованы внутренним фиксатором, который может легко открываться и закрываться повторно. Отсутствуют внешние фиксаторы опор, удерживающие их во время запуска, все механизмы спрятаны внутри опоры.
- На постоянной основе будут использоваться титановые решётчатые рули, впервые испытанные 25 июня 2017 года при запуске Iridium NEXT-2 и на боковых ускорителях Falcon Heavy во время дебютного запуска в феврале 2018 года. Применявшиеся ранее алюминиевые рули больше использовать не будут.
- Жаростойкий щит в основании ракеты-носителя, для защиты при возвращении ступени в плотные слои атмосферы, теперь выполнен из титана и имеет активное водное охлаждение, для упрощения повторного использования. Ранее применялся щит из композитных материалов.
- Обновлена вся авионика, улучшены бортовые компьютеры и контроллеры двигателей. Установлена новая, усовершенствованная инерциальная измерительная система.
- Вторая версия головного обтекателя, спроектированного для возвращения и повторного использования.

### Falcon Heavy
Falcon Heavy (heavy с англ. — «тяжёлый») — двухступенчатая ракета-носитель сверхтяжёлого класса, предназначенная для вывода космических аппаратов на низкую опорную, геопереходную, геостационарную и гелиоцентрическую орбиты. Её первая ступень представляет собой структурно усиленный центральный блок, выполненный на основе первой ступени ракеты-носителя Falcon 9 FT, модифицированный для закрепления двух боковых ускорителей. В качестве боковых ускорителей используются многоразовые первые ступени ракеты-носителя Falcon 9 с композитным защитным конусом на верхушке. Вторая ступень Falcon Heavy аналогична используемой на ракете-носителе Falcon 9. Все миссии Falcon Heavy, кроме первой, будут использовать ускорители Block 5.
Стоимость вывода на ГПО спутника массой до 8 т составит 90 млн $ (2016 год). Для одноразового варианта ракеты-носителя масса выводимого груза на НОО составит до 63,8 т, на ГПО — 26,7 т, до 16,8 т на Марс и до 3,5 т на Плутон.
Первый запуск Falcon Heavy состоялся в ночь на 7 февраля 2018 года. На разработку и создание первой версии ракеты было потрачено более 500 млн долларов США из собственных средств SpaceX.

## Возвращение и посадка первой ступени
Разогнав вторую ступень с полезной нагрузкой, первая ступень отключает двигатели и отделяется на высоте около 70 км, примерно через 2,5 минуты после запуска ракеты-носителя, точные значения времени, высоты и скорости разделения зависят от полётного задания, в частности от целевой орбиты (НОО или ГПО), массы полезной нагрузки, и места посадки ступени. При запусках на низкую околоземную орбиту скорость ступени при разделении составляет около 6000 км/ч (1700 м/с; 4,85 Махов), при запусках на геопереходную орбиту, когда требуется посадка на находящуюся в океане плавающую платформу ASDS, скорость достигает 8350 км/ч (2300 м/с; 6,75 Махов). После расстыковки первая ступень ракеты-носителя с помощью системы ориентации осуществляет небольшой манёвр ухода от выхлопа двигателя второй ступени и разворачивается двигателями вперёд для подготовки к трём основным манёврам торможения:

### 1. Импульс перехода на обратный курс
При возврате к месту запуска на посадочную площадку, вскоре после расстыковки ступень использует продолжительное (~40 с) включение трёх двигателей для изменения направления своего движения на противоположное, выполняя сложную петлю с пи́ковой высотой около 200 км, при максимальном отдалении от стартовой площадки до 100 км в горизонтальном направлении.

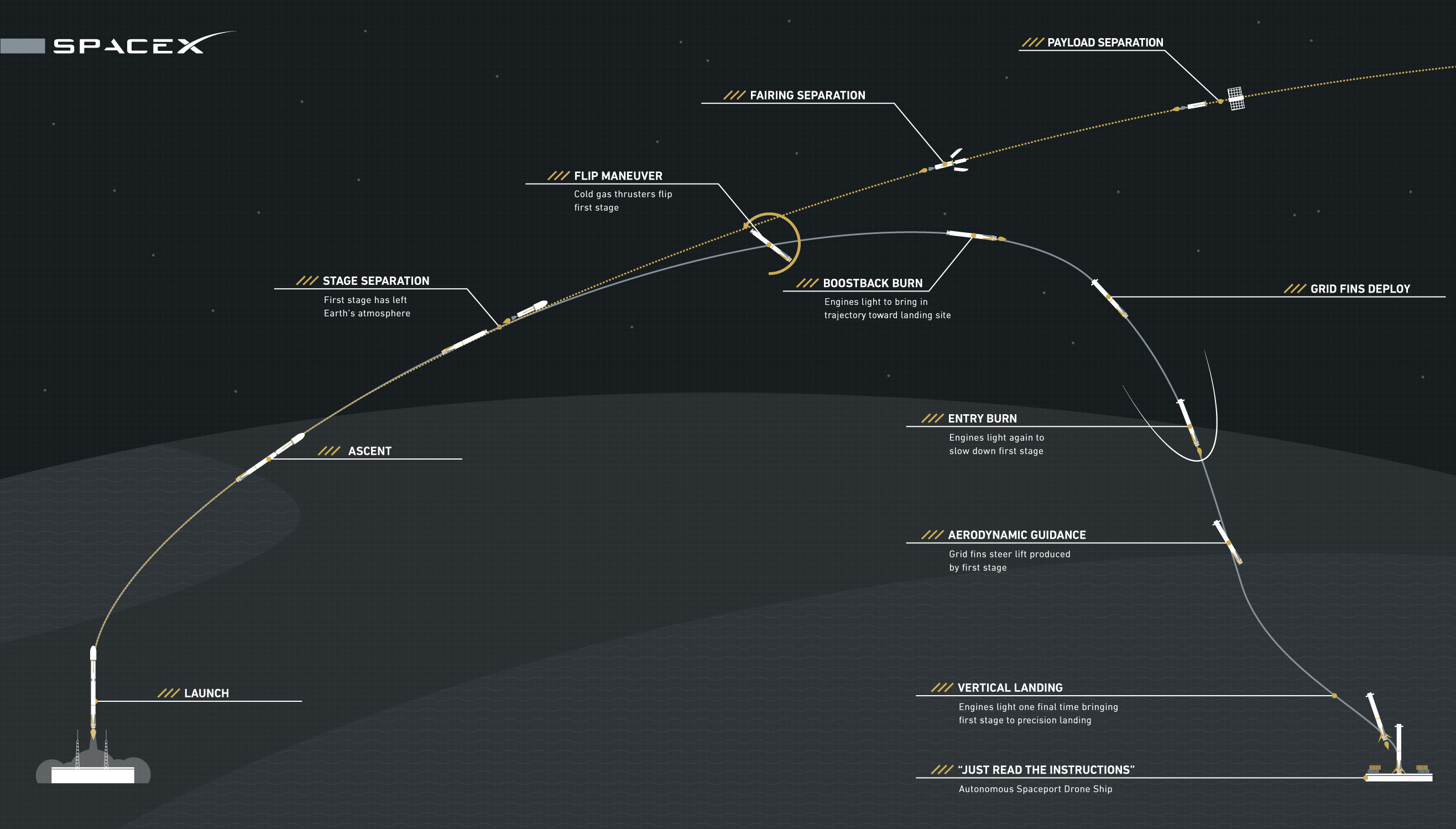
Схема возврата ступени на платформу

В случае посадки на плавающую платформу после запуска на низкую околоземную орбиту, ступень по инерции продолжает движение по баллистической траектории приблизительно до высоты 140 км. При приближении к апогею производится торможение тремя двигателями для сброса горизонтальной скорости и задания направления к платформе, находящейся приблизительно в 300 км от места запуска. Длительность работы двигателей составляет около 30—40 секунд.
При запуске спутника на геопереходную орбиту первая ступень работает дольше, используя больше топлива для набора более высокой скорости до расстыковки, резерв оставшегося топлива ограничен и не позволяет выполнить сброс горизонтальной скорости. После расстыковки ступень двигается по баллистической траектории (без торможения) по направлению к платформе, расположенной в 660 км от места запуска.

### 2. Импульс вхождения в атмосферу
В процессе подготовки к вхождению в плотные слои атмосферы первая ступень осуществляет торможение путём включения трёх двигателей на высоте около 70 км, что обеспечивает вход в плотные слои атмосферы на приемлемой скорости. В случае запуска на геопереходную орбиту, в связи с отсутствием предыдущего манёвра торможения, скорость ступени при вхождении в атмосферу вдвое (2 км/с против 1 км/с), а тепловая нагрузка в 8 раз больше соответствующих значений при запуске на низкую околоземную орбиту. Нижняя часть первой ступени и посадочные стойки выполнены с использованием термостойких материалов, позволяющих выдержать высокую температуру, до которой нагреваются элементы ступени при входе в атмосферу и движении в ней.
Продолжительность работы двигателей также разнится в зависимости от наличия достаточного резерва топлива: от более продолжительного (25—30 с) при запусках на НОО до короткого (15—17 с) для миссий на ГПО.
На этом же этапе раскрываются и начинают свою работу решётчатые рули для контроля рыскания, тангажа и вращения. На высоте около 40 км двигатели выключаются и ступень продолжает падение до достижения конечной скорости, а решётчатые рули продолжают работать до самой посадки.

### 3. Посадочный импульс
При достаточном резерве топлива включение одного, центрального, двигателя происходит за 30 секунд до посадки и ступень замедляется, обеспечивая мягкую посадку по схеме, отработанной в рамках проекта Grasshopper. Посадочные опоры откидываются за несколько секунд до касания посадочной площадки.
При запусках на геопереходную орбиту, для максимально быстрого снижения скорости с меньшими затратами топлива, используют короткое, 10-секундное торможение сразу тремя двигателями. Два внешних двигателя выключаются раньше центрального и последние метры полёта ступень завершает используя один двигатель, который способен к дросселированию до 40 % от максимальной тяги.
Перед финальным торможением ступень не нацеливается непосредственно на платформу, чтобы избежать её повреждения в случае, если двигатель не запустится. Окончательное выруливание происходит уже после запуска двигателя.

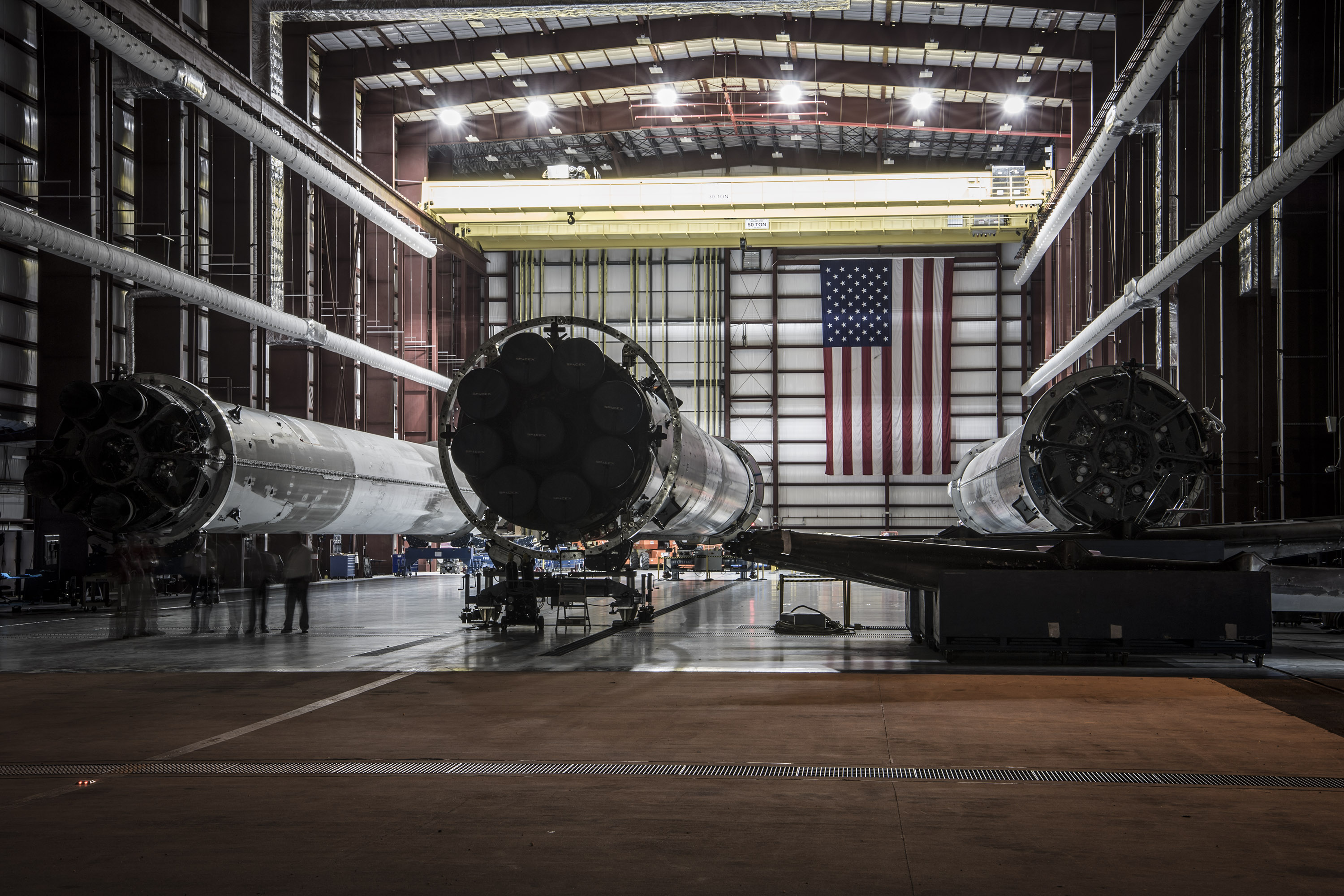
Возвращённые ступени (слева направо: Orbcomm 2, JCSAT-14, SpaceX CRS-8)

Возвращение первой ступени уменьшает максимальную полезную нагрузку ракеты-носителя на 30—40 %. Это вызвано необходимостью резервирования топлива для торможения и посадки, а также дополнительной массой посадочного оборудования (посадочные опоры, решётчатые рули, система реактивного управления и прочее).
В SpaceX ожидают, что по меньшей мере половина от всех запусков ракеты-носителя Falcon 9 будет требовать посадки первой ступени на плавающую платформу, в частности все запуски на геопереходную орбиту и за пределы земной орбиты.
В январе 2016 года, после неудачной посадки ступени в рамках миссии Jason-3, Илон Маск высказал ожидания, что 70 % попыток посадки ступени в 2016 году будут успешными, с увеличением процента успешных посадок до 90 в 2017 году.

## Стартовые площадки
В настоящее время запуски Falcon 9 производятся с трёх пусковых площадок:
- Космический центр Кеннеди (мыс Канаверал, Флорида, США) — LC-39A; арендуется у НАСА с апреля 2014. Модернизирован для запусков Falcon 9 и Falcon Heavy, используется для пилотируемых полётов. Первый запуск с площадки состоялся 19 февраля 2017 года.
- База Ванденберг (Калифорния, США) — SLC-4E; арендуется у ВВС США. Первый запуск произведён 29 сентября 2013 года. Используется для вывода спутников (в частности, Iridium NEXT) на полярные орбиты[5].
- База ВВС США на мысе Канаверал (мыс Канаверал, Флорида, США) — SLC-40; арендуется у ВВС США. Отсюда 4 июня 2010 года был осуществлён первый запуск Falcon 9. Этот стартовый комплекс ранее использовался для запусков ракет Титан III и Титан IV[5]. Площадка пострадала после взрыва ракеты-носителя в сентябре 2016 года, более года была на ремонте и повторно вступила в строй 15 декабря 2017 года.

Площадка для суборбитальных полётов и испытаний:
- полигон Макгрегор в штате Техас. Использовался для испытаний систем многоразового использования первых ступеней ракеты в рамках проекта Grasshopper[59] в 2012—2014 годах.

## Посадочные площадки

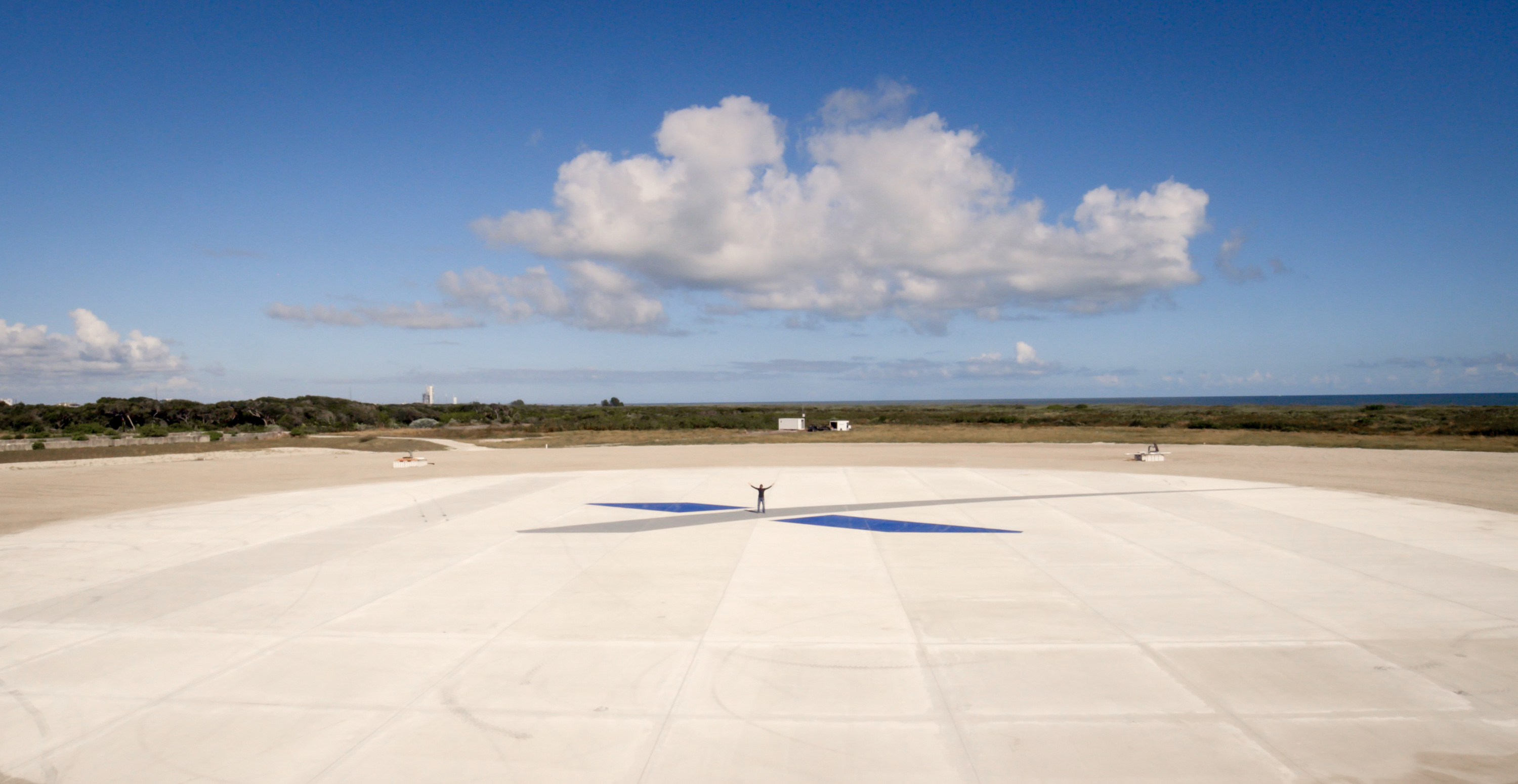
Посадочная зона 1

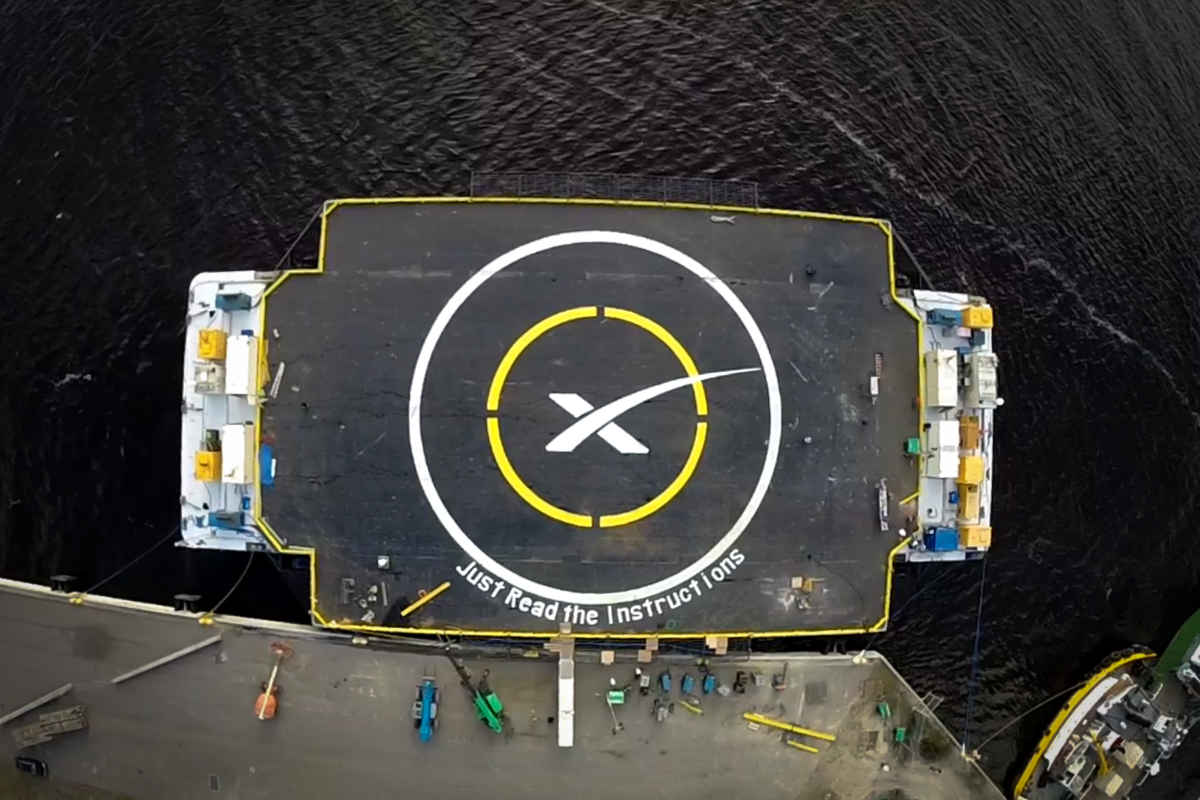
Автономный беспилотный корабль-космопорт. Вид сверху

В соответствии с озвученной стратегией возврата и повторного использования первой ступени Falcon 9 и Falcon Heavy, компания SpaceX заключила договор аренды на использование и переоборудование двух наземных площадок, на западном и восточном побережье США.
- База ВВС США на мысе Канаверал — Посадочная зона 1 (бывший стартовый комплекс LC-13); арендуется у ВВС США. Дебютная посадка первой ступени Falcon 9 была выполнена 22 декабря 2015 года. Планируется создание ещё 2-х посадочных площадок, которые позволят выполнять посадку боковых ускорителей Falcon Heavy[61].
- База Ванденберг — Посадочная зона 4 (бывший стартовый комплекс SLC-4W); арендуется у ВВС США. Впервые посадка первой ступени Falcon 9 на этой площадке была выполнена 8 октября 2018 года.

При запусках, условия которых не дают возможности возвращения первой ступени Falcon 9 к месту запуска, посадка осуществляется на специально изготовленную плавающую платформу autonomous spaceport drone ship, которая является переоборудованной баржей. Установленные двигатели и GPS-оборудование позволяют доставить её в необходимую точку и удерживать в ней, создавая устойчивую площадку для посадки. В настоящее время SpaceX имеет три такие платформы:
- «Of Course I Still Love You» (Marmac 304, переоборудована в 2015 году), сокращенно — OCISLY, тихоокеанское побережье США, порт базирования с декабря 2015 года по июнь 2021 года — Канаверал, с июня 2021 года — Лонг-Бич;
- «Just Read the Instructions» (Marmac 303, переоборудована в 2015 году), сокращенно — JRTI, атлантическое побережье США, порт базирования с 2015 по август 2019 года — Лос-Анджелес, с декабря 2019 года — Канаверал;
- «A Shortfall of Gravitas» (Marmac 302, переоборудована в 2021 году), сокращенно — ASOG, атлантическое побережье США, порт базирования — Канаверал.

## Стоимость пуска
Заявленная на сайте производителя цена вывода коммерческого спутника (до 5,5 т на ГПО) ракетой-носителем Falcon 9 в 2024 году — $69,75 млн ($12 680 за кг). Из-за дополнительных требований для военных и правительственных заказчиков цена запуска ракеты-носителя выше коммерческой, контракты на запуски спутников GPS для ВВС США на суммы 82,7 млн $, 96,5 млн $ и 290,6 млн $ (3 запуска) подписаны в 2016, 2017 и 2018 годах соответственно.

## История
В ходе выступления перед сенатским комитетом по коммерции, науке и транспорту в мае 2004 года глава SpaceX Илон Маск заявил: «Долговременные планы требуют тяжёлого и, в случае наличия спроса покупателей, даже сверхтяжёлого носителя. <…> В конечном счёте, я полагаю, что цена выводимой на орбиту полезной нагрузки в 500 USD/фунт(~1100 USD/кг) и меньше вполне достижима».
SpaceX формально анонсировала ракету-носитель 8 сентября 2005 года, описывая Falcon 9 как «полностью многоразовый тяжёлый носитель». Для среднего варианта Falcon 9 указывалась масса груза, выводимого на НОО, равной 9,5 т и цена 27 млн $ за полёт (2842 USD/кг).
12 апреля 2007 года SpaceX объявила, что основная часть первой ступени Falcon 9 была закончена. Стены баков выполнены из алюминия, отдельные части соединены сваркой трением с перемешиванием. Конструкция была перевезена в центр SpaceX в Уэйко (Техас, США), где проводились стендовые огневые испытания первой ступени. Первые испытания с двумя двигателями, присоединёнными к первой ступени, производились 28 января 2008 года и закончились успешно. 8 марта 2008 года три двигателя Merlin 1C были испытаны в первый раз, 29 мая были испытаны одновременно пять двигателей. Первые испытания всех девяти двигателей на первой ступени, которые проводились 31 июля и 1 августа, также закончились успешно. 22 ноября 2008 года все девять двигателей первой ступени ракеты-носителя Falcon 9 прошли испытания длительностью, соответствующей длительности полёта (178 с).
Изначально первый полёт Falcon 9 и первый полёт ракеты-носителя с кораблём Dragon (COTS) были запланированы на конец 2008 года, но неоднократно откладывались по причине огромного количества работы, которую предстояло выполнить. Согласно утверждению Илона Маска, сложность технологических разработок и требования законодательства для запусков с мыса Канаверал сказались на сроках. Это должен был быть первый запуск ракеты Falcon с эксплуатируемых космодромов.
В январе 2009 года ракета-носитель Falcon 9 была впервые установлена в вертикальном положении на стартовой площадке комплекса SLC-40 на мысе Канаверал.
22 августа 2014 года на испытательном полигоне Макгрегор (Техас, США) в ходе испытательного полёта трёхдвигательный аппарат F9R Dev1, прототип многоразовой ракеты-носителя Falcon 9 R через несколько секунд после старта автоматически уничтожился. В ходе испытаний ракета должна была после взлёта вернуться на стартовую площадку. Сбой в двигателях означал неизбежное падение ракеты на незапланированной территории. По словам представителя SpaceX Джона Тейлора, причиной взрыва послужила некая «аномалия», обнаруженная в двигателе. В результате взрыва никто не пострадал. Это был пятый запуск прототипа F9R Dev1.
Позднее Илон Маск уточнил, что авария произошла из-за сбойного сенсора, причём если бы такой сбой случился в Falcon 9, этот сенсор был бы заблокирован как сбойный, поскольку его показания противоречили данным от других сенсоров. На прототипе эта система блокирования отсутствовала.
В январе 2015 года SpaceX сообщила о намерении усовершенствовать двигатель Merlin 1D с целью увеличения его тяги. В феврале 2015 года было объявлено, что первым полётом с улучшенными двигателями станет запуск телекоммуникационного спутника SES-9, запланированный на второй квартал 2015 года. В марте 2015-го Илон Маск объявил, что проводятся работы, которые позволят использовать возвращаемую первую ступень и для запусков к ГПО: увеличение тяги двигателей на 15 %, более глубокая заморозка окислителя, увеличение объёма бака верхней ступени на 10 %.
В октябре 2015 года было принято решение, что первыми с помощью новой версии ракеты-носителя будут запущены 11 спутников связи Orbcomm-G2. Поскольку спутники будут функционировать на низкой околоземной орбите (около 750 км), для их запуска не потребуется перезапуск второй ступени Falcon 9. Это позволило после завершения миссии перезапустить и испытать обновлённую вторую ступень без риска для полезной нагрузки. Повторный перезапуск второй ступени необходим для запуска космических аппаратов на геопереходную орбиту (например, спутника SES 9).

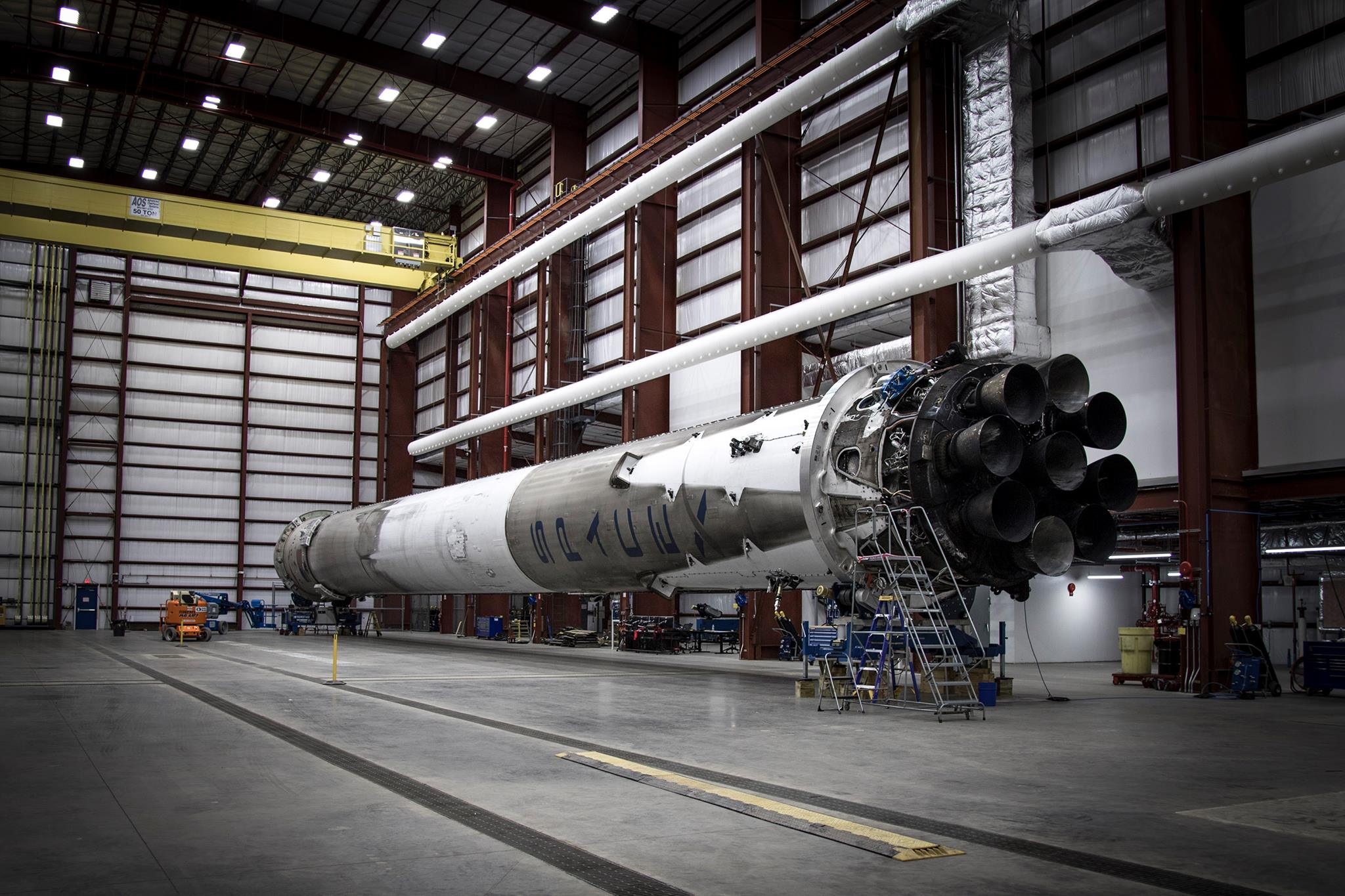
Первая ступень в ангаре LC-39A

22 декабря 2015 года, на пресс-конференции после успешной посадки первой ступени на Посадочную зону 1, Илон Маск сообщил, что приземлившаяся ступень будет доставлена в ангар горизонтальной сборки стартового комплекса LC-39A для тщательного изучения. После этого планируется короткий испытательный прожиг двигателей на стартовом столе комплекса с целью выяснить, все ли системы находятся в хорошем состоянии. По словам Маска, эта ступень, вероятнее всего, не будет использоваться для повторных запусков, её, после всестороннего исследования, оставят на земле как уникальный первый экземпляр. Также он сообщил о возможности повторного запуска в 2016 году одной из приземлившихся после будущих запусков первой ступени. В начале января 2016 года Илон Маск подтвердил, что существенных повреждений ступени не обнаружено и она готова к испытательному прожигу.

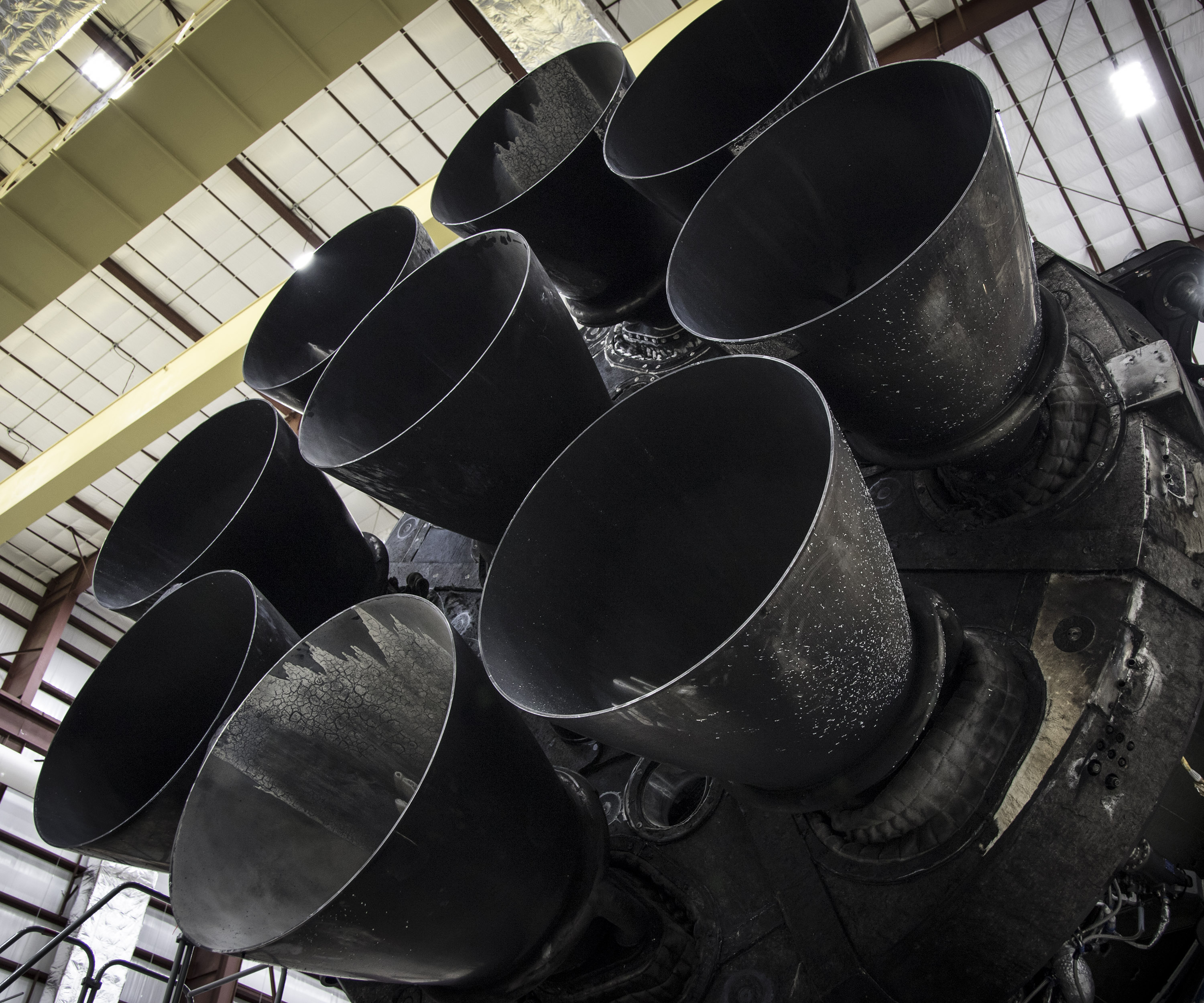
Двигатели вернувшейся ступени (Octaweb)

16 января 2016 года на стартовом комплексе SLC-40 был проведён испытательный прожиг вернувшейся после миссии Orbcomm-G2 первой ступени Falcon 9 FT. В целом были получены удовлетворительные результаты, но наблюдались колебания тяги двигателя № 9, возможно из-за попадания внутрь мусора. Это один из внешних двигателей, который включается при манёврах выхода на посадку. Ступень вернули на бороскопическое исследование двигателя в ангар LC-39A.
В январе 2016 года Военно-воздушные силы США сертифицировали ракету-носитель Falcon 9 FT для запусков военных и разведывательных спутников системы национальной безопасности США, что позволило SpaceX конкурировать с компанией United Launch Alliance (ULA) за государственные оборонные контракты.

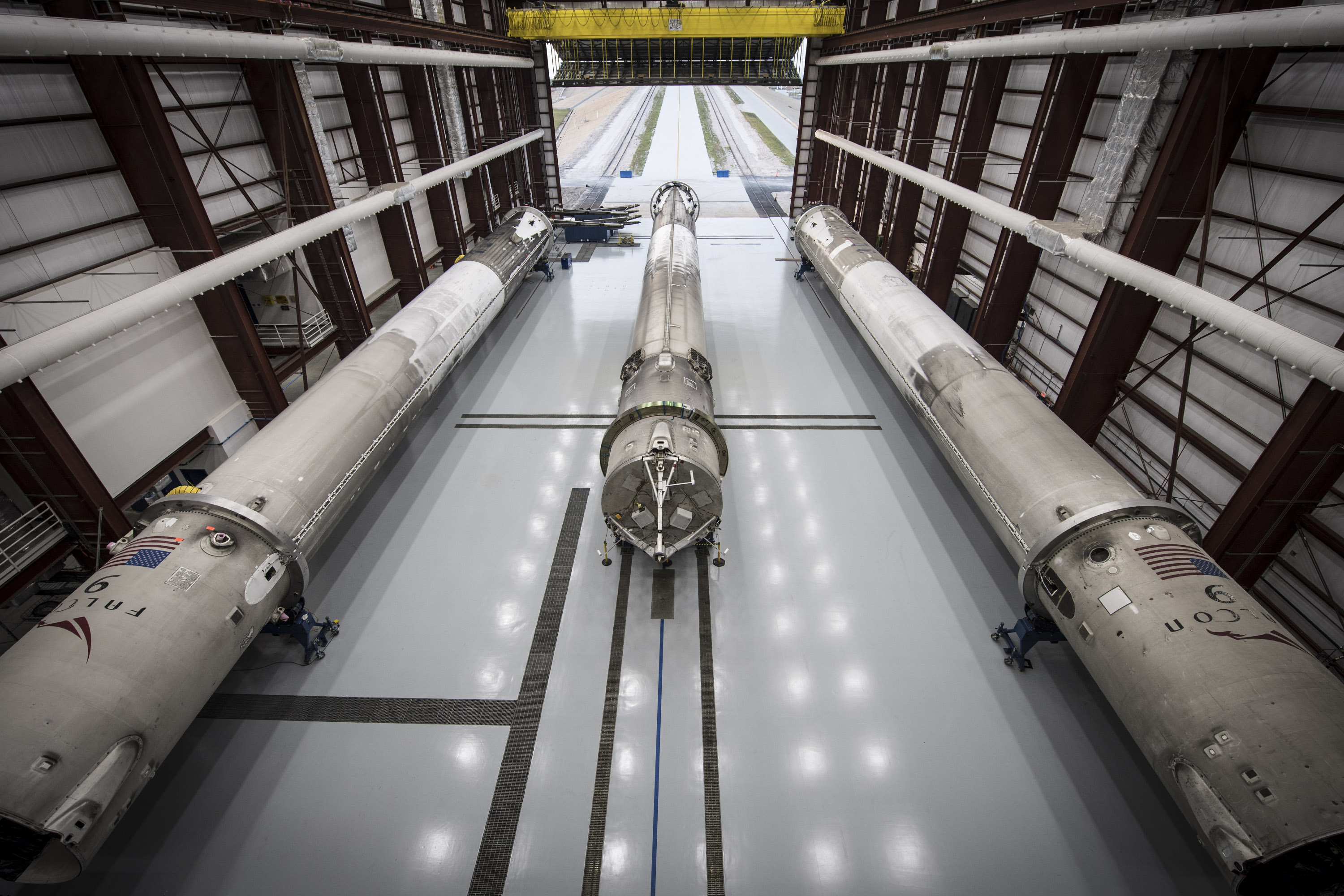
Три вернувшиеся ступени в ангаре стартового комплекса LC-39A

8 апреля 2016 года, после запуска корабля Dragon в рамках миссии SpaceX CRS-8, совершена первая успешная посадка первой ступени Falcon 9 на плавающую платформу. Посадка на плавающую платформу отличается повышенной сложностью, так как платформа меньше посадочной площадки и находится в постоянном движении из-за волн.
27 апреля 2016 года анонсирован контракт на сумму 82,7 млн $ между SpaceX и ВВС США на запуск спутника GPS-3 ракетой-носителем Falcon 9 в мае 2018 года.
6 мая 2016 года в рамках миссии JCSAT-14 произведена первая успешная посадка первой ступени на платформу после запуска спутника на геопереходную орбиту. Профиль возвращения отличался многократно повышенной температурной нагрузкой на ступень при вхождении в плотные слои атмосферы, поэтому ступень получила наибольшие внешние повреждения по сравнению с другими двумя ранее приземлившимися. Ранее посадка по подобной схеме предпринималась 4 марта 2016 года после запуска спутника SES-9, но тогда она окончилась неудачей.
28 июля на испытательном полигоне SpaceX в Техасе проведён полноценный прожиг первой ступени Falcon 9 (серийный номер F9-0024-S1), вернувшейся после запуска спутника JCSAT-14, которую компания использует для наземных испытаний. Девять двигателей ступени работали в течение 2,5 минут, что соответствует отрезку работы первой ступени при запуске.
14 марта 2017 года анонсирован контракт на сумму 96,5 млн $ с ВВС США на запуск ещё одного спутника GPS-3 в феврале 2019 года.
В январе 2018 года была завершена сертификация второй категории для ракеты Falcon 9, необходимая для запуска научных космических аппаратов NASA средней степени важности.
В ноябре 2018 года ракета-носитель Falcon 9 прошла сертификацию третьей категории для запуска наиболее важных научных миссий NASA класса A и B.
16 ноября 2020 года с космодрома на мысе Канаверал во Флориде ракета-носитель Falcon 9 стартовала с американским пилотируемым космическим кораблем Crew Dragon компании SpaceX. Корабль доставил четырёх астронавтов к Международной космической станции (МКС).
8 апреля 2022 года с космического центра Джона Кеннеди стартовала ракета Falcon 9 с кораблём Crew Dragon. Он доставил на МКС первый частный экипаж в рамках миссии Axiom-1.

## Запуски

### По версиям Falcon 9
- v1.0
- v1.1
- Full Thrust
- FT (повторно)
- Block 4
- B4 (повторно)
- Block 5
- B5 (повторно)

### По стартовым площадкам
- Мыс Канаверал, SLC-40
- Кеннеди, LC-39A
- Ванденберг, SLC-4E

### По результатам миссии
- Авария в полёте
- Авария до запуска
- Частичный успех
- Успех

### По результатам посадки
- Неудача на воду
- Неудача на платформу
- Неудача на землю
- Неудача с парашютом
- Успех на воду
- Успех на платформу
- Успех на землю
- Не производилась

### Ближайшие запуски
В этом разделе находится информация о последних 3 выполненных запусках, а также предварительное расписание ближайших запланированных запусков. Полный список запусков ракеты-носителя — в отдельной статье.
| № | Дата и время (UTC) | Версия     | Стартовая площадка      | Полезная нагрузка                    | Орбита | Заказчик                     | Результат | Посадка первой ступени   |
| № | Дата и время (UTC) | Ступень    | Стартовая площадка      | Полезная нагрузка                    | Орбита | Заказчик                     | Результат | Посадка первой ступени   |
| --- | --- | ---------- | ----------------------- | ------------------------------------ | ------ | ---------------------------- | --------- | ------------------------ |
| 512 | 1 августа 2025, 15:43 | FT/Block 5 | КЦ Кеннеди, LC-39A      | SpaceX Crew-11 (корабль Crew Dragon) | НОО    | NASA                         | Успех     | на землю                 |
| 512 | 1 августа 2025, 15:43 | B1094-3    | КЦ Кеннеди, LC-39A      | SpaceX Crew-11 (корабль Crew Dragon) | НОО    | NASA                         | Успех     | на землю                 |
| 512 | Успешный запуск пилотируемого космического корабля Crew Dragon «Endeavour» C206.6 к Международной космической станции с экипажем космической экспедиции МКС-73 в составе: двух астронавтов НАСА — командира Зены Кардман, пилота Эдварда Финка и специалистов полёта Кимия Юи (JAXA) и Олега Платонова (Роскосмос). Первая ступень совершила успешную посадку на площадке LZ-1 на мысе Канаверал. |            |                         |                                      |        |                              |           |                          |
| 513 | 4 августа 2025, 07:57 | FT/Block 5 | Мыс Канаверал, SLC-40   | Starlink 10-30                       | НОО    | SpaceX                       | Успех     | на платформу             |
| 513 | 4 августа 2025, 07:57 | B1080‑21   | Мыс Канаверал, SLC-40   | Starlink 10-30                       | НОО    | SpaceX                       | Успех     | на платформу             |
| 513 | Успешный запуск 28-ми спутников Starlink оптимизированной версии 2.0 мини на начальную орбиту 263 x 276 км наклонением 53,16°. Первая ступень совершила посадку на морскую платформу JRTI, находившуюся в акватории Атлантического океана |            |                         |                                      |        |                              |           |                          |
| 514 | 11 августа 2025, 12:35 | FT/Block 5 | Мыс Канаверал, SLC-40   | Project Kuiper (KF-02)               | НОО    | Amazon                       | Успех     | на платформу             |
| 514 | 11 августа 2025, 12:35 | B1091      | Мыс Канаверал, SLC-40   | Project Kuiper (KF-02)               | НОО    | Amazon                       | Успех     | на платформу             |
| 514 | Успешный запуск 24-х спутников связи для Kuiper Systems LLC, дочерней компании Amazon на низкую околоземную орбиту 555 x 538 км наклонением 51,89°. Первая ступень совершила посадку на морскую платформу ASOG, находившуюся в акватории Атлантического океана |            |                         |                                      |        |                              |           |                          |
| Планируемые запуски | |            |                         |                                      |        |                              |           |                          |
| | 12 авгута 2025, 02:05 | FT/Block 5 | База Ванденберг, SLC-4E | Starlink 17-4                        | ССО    | SpaceX                       |           | на платформу планируется |
| B1093‑5 | 12 авгута 2025, 02:05 |            | База Ванденберг, SLC-4E | Starlink 17-4                        | ССО    | SpaceX                       |           | на платформу планируется |
| Запуск 24-х спутников Starlink оптимизированной версии 2.0 мини на солнечно-синхронную орбиту 267 x 281 км наклонением 97.61°. | |            |                         |                                      |        |                              |           |                          |
| | 14 августа 2025, 10:47 | FT/Block 5 | Мыс Канаверал, SLC-40   | Starlink 10-20                       | НОО    | SpaceX                       |           | на платформу планируется |
| B1085-10 | 14 августа 2025, 10:47 |            | Мыс Канаверал, SLC-40   | Starlink 10-20                       | НОО    | SpaceX                       |           | на платформу планируется |
| Запуск 28-ми спутников Starlink оптимизированной версии 2.0 мини на начальную орбиту 264 x 277 км наклонением 53,16°. | |            |                         |                                      |        |                              |           |                          |
| | 15 авгута 2025, 15:44 | FT/Block 5 | База Ванденберг, SLC-4E | Starlink 17-5                        | ССО    | SpaceX                       |           | на платформу планируется |
| B1088‑9 | 15 авгута 2025, 15:44 |            | База Ванденберг, SLC-4E | Starlink 17-5                        | ССО    | SpaceX                       |           | на платформу планируется |
| Запуск 24-х спутников Starlink оптимизированной версии 2.0 мини на солнечно-синхронную орбиту 267 x 281 км наклонением 97.61°. | |            |                         |                                      |        |                              |           |                          |
| | 16 августа 2025, 11:35 | FT/Block 5 | Мыс Канаверал, SLC-40   | Starlink 10-11                       | НОО    | SpaceX                       |           | на платформу планируется |
| B1095‑2 | 16 августа 2025, 11:35 |            | Мыс Канаверал, SLC-40   | Starlink 10-11                       | НОО    | SpaceX                       |           | на платформу планируется |
| Запуск 28-ми спутников Starlink оптимизированной версии 2.0 мини на начальную орбиту 264 x 277 км наклонением 53,16°. | |            |                         |                                      |        |                              |           |                          |
| | 19 авгута 2025, 15:44 | FT/Block 5 | База Ванденберг, SLC-4E | Starlink 17-6                        | ССО    | SpaceX                       |           | на платформу планируется |
| B1081‑17 | 19 авгута 2025, 15:44 |            | База Ванденберг, SLC-4E | Starlink 17-6                        | ССО    | SpaceX                       |           | на платформу планируется |
| Запуск 24-х спутников Starlink оптимизированной версии 2.0 мини на солнечно-синхронную орбиту 267 x 281 км наклонением 97.61°. | |            |                         |                                      |        |                              |           |                          |
| | 21 августа 2025, 07:57 | FT/Block 5 | Мыс Канаверал, SLC-40   | SpaceX CRS-33 (корабль Dragon)       | НОО    | НАСА                         |           | на землю планируется     |
| | 21 августа 2025, 07:57 |            | Мыс Канаверал, SLC-40   | SpaceX CRS-33 (корабль Dragon)       | НОО    | НАСА                         |           | на землю планируется     |
| Запуск грузового корабля Dragon C211-3 в рамках 33-й миссии второго этапа коммерческой программы снабжения МКС. | |            |                         |                                      |        |                              |           |                          |
| | 21 августа 2025 | FT/Block 4 | КЦ Кеннеди, LC-39А      | OTV-8 (орбитальный самолёт X-37B)    | НОО    | USSF                         |           | на землю планируется     |
| | 21 августа 2025 |            | КЦ Кеннеди, LC-39А      | OTV-8 (орбитальный самолёт X-37B)    | НОО    | USSF                         |           | на землю планируется     |
| Запуск космоплана Boeing X-37B. | |            |                         |                                      |        |                              |           |                          |
| | 23 авгута 2025 | FT/Block 5 | База Ванденберг, SLC-4E | Starlink 17-7                        | ССО    | SpaceX                       |           | на платформу планируется |
| B1063‑27 | 23 авгута 2025 |            | База Ванденберг, SLC-4E | Starlink 17-7                        | ССО    | SpaceX                       |           | на платформу планируется |
| Запуск 24-х спутников Starlink оптимизированной версии 2.0 мини на солнечно-синхронную орбиту 267 x 281 км наклонением 97.61°. | |            |                         |                                      |        |                              |           |                          |
| | 24 августа 2025 | FT/Block 5 | База Ванденберг, SLC-4E | Bandwagon-4                          | НОО    | SpaceX                       |           |                          |
| | 24 августа 2025 |            | База Ванденберг, SLC-4E | Bandwagon-4                          | НОО    | SpaceX                       |           |                          |
| Запуск четвёртой группы малых космических аппаратов под общим названием «Bandwagon». | |            |                         |                                      |        |                              |           |                          |
| | август 2025 | FT/Block 5 | База Ванденберг, SLC-4E | SDA Tranche 1B                       | НОО    | Space Development Agency     |           | на землю планируется     |
| | август 2025 |            | База Ванденберг, SLC-4E | SDA Tranche 1B                       | НОО    | Space Development Agency     |           | на землю планируется     |
| Запуск спутников для новой системы предупреждения о ракетном нападении Proliferated Warfighter по заказу Агентства космического развития Космических сил США. | |            |                         |                                      |        |                              |           |                          |
| | август 2025 | FT/Block 5 |                         | Nusantara Lima                       | ГПО    | PT Pasifik Satelit Nusantara |           |                          |
| | август 2025 |            |                         | Nusantara Lima                       | ГПО    | PT Pasifik Satelit Nusantara |           |                          |
| Запуск спутника связи Nusantara Lima производства Boeing Defense, Space & Security на базе платформы BSS-702MP для индонезийской компании-провайдера телекоммуникационный услуг PT Pasifik Satelit Nusantara. Спутник с расчетной пропускной способностью 160 Гбит/с будет размещен над экватором в точке 113 восточной долготы и обепечит покрытием регион Юго-Восточной Азии. | |            |                         |                                      |        |                              |           |                          |
| № | Дата и время (UTC) | Версия     | Стартовая площадка      | Полезная нагрузка                    | Орбита | Заказчик                     | Результат | Посадка первой ступени   |
| № | Дата и время (UTC) | Ступень    | Стартовая площадка      | Полезная нагрузка                    | Орбита | Заказчик                     | Результат | Посадка первой ступени   |

### Знаковые запуски
- 1-й, 4 июня 2010 года, дебютный запуск ракеты-носителя Falcon 9.
- 2-й, 8 декабря 2010 года, COTS Demo 1, впервые на орбиту выведен космический корабль Dragon.
- 3-й, 22 мая 2012 года, COTS Demo 2/3, первый полёт корабля с пристыковкой к Международной космической станции.
- 4-й, 8 октября 2012 года, SpaceX CRS-1, первый запуск в рамках программы Commercial Resupply Services по снабжению МКС;
- 6-й, 29 сентября 2013 года, первый запуск ракеты-носителя версии 1.1, первый запуск с головным обтекателем, а, также, первый запуск со стартового комплекса SLC-4E на авиабазе Ванденберг.
- 7-й, 3 декабря 2013 года, SES-8, первый запуск спутника на геопереходную орбиту.
- 9-й, 18 апреля 2014 года, SpaceX CRS-3, первое использование посадочных опор, впервые осуществлено успешное возвращение первой ступени и посадка на поверхность океана.
- 14-й, 10 января 2015 года, SpaceX CRS-5, установлены решётчатые рули, первая попытка посадки на плавающую платформу.
- 15-й, 11 февраля 2015 года, DSCOVR, первый запуск спутника за пределы земной орбиты, в точку L1 системы Солнце-Земля.
- 19-й, 28 июня 2015 года, запуск в рамках миссии SpaceX CRS-7 завершился разрушением ракеты-носителя через 2,5 минуты после старта.
- 20-й, 22 декабря 2015 года, Orbcomm 2, первый запуск ракеты-носителя версии FT, первое успешное возвращение первой ступени к месту запуска и посадка на площадке Посадочной зоны 1.
- 23-й, 8 апреля 2016 года, SpaceX CRS-8, первая успешная посадка первой ступени на плавающую платформу «Of Course I Still Love You».
- 24-й, 6 мая 2016 года, JCSAT-14, посадка первой ступени на платформу после запуска спутника на геопереходную орбиту.
- 30-й, 19 февраля 2017 года, SpaceX CRS-10, первый запуск с переоборудованной площадки LC-39A Космического центра Кеннеди.
- 32-й, 30 марта 2017 года, SES-10, повторный полёт летавшей первой ступени, успешная посадка на плавающую платформу «Of Course I Still Love You».
- 33-й, 1 мая 2017 года, NROL-76, первый запуск для Национального разведывательного управления США.
- 35-й, 3 июня 2017 года, SpaceX CRS-11, впервые повторно использовалась герметичная спускаемая капсула корабля Dragon, вернувшегося после миссии снабжения SpaceX CRS-4.
- 41-й, 7 сентября 2017 года, OTV-5, первый запуск для Военно-воздушных сил США.
- 53-й, 18 апреля 2018 года, TESS, запуск космического телескопа для NASA.
- 54-й, 11 мая 2018 года, Bangabandhu-1, первый запуск ракеты-носителя финальной версии Block 5.
- 57-й, 29 июня 2018 года, SpaceX CRS-15, последний запуск версии Block 4.
- 62-й, 8 октября 2018 года, SAOCOM-1A, первая посадка ступени на площадку Посадочной зоны 4 на базе Ванденберг и 30-я успешная посадка ступени для SpaceX.
- 64-й, 3 декабря 2018 года, SSO-A «SmallSat Express», впервые произведён третий успешный запуск и посадка одной и той же первой ступени B1046.
- 65-й, 5 декабря 2018 года, SpaceX CRS-16, произведена аварийная мягкая посадка первой ступени на воду.
- 66-й, 23 декабря 2018 года, GPS III-SV01, запуск первого навигационного спутника нового поколения GPS III.
- 67-й, 11 января 2019 года, Iridium-8, последний, восьмой запуск, завершивший вывод коммуникационной спутниковой группировки Iridium NEXT.
- 68-й, 22 февраля 2019 года, Берешит, запуск израильского лунного посадочного аппарата.
- 69-й, 2 марта 2019 года, SpaceX DM-1, первый запуск пилотируемого космического корабля Crew Dragon к МКС (без экипажа).
- 71-й, 24 мая 2019 года, Starlink v0.9, для Falcon 9 установлен рекорд выводимой на НОО массы полезной нагрузки в многоразовой конфигурации: 13 620 кг.
- 75-й, 11 ноября 2019 года, Starlink-1 v1.0, впервые произведён четвёртый успешный запуск и посадка одной и той же первой ступени B1048, первое повторное использование головного обтекателя, рекорд массы выводимой полезной нагрузки — 15,6 т.
- 83-й, 18 марта 2020 года, Starlink-5 v1.0, впервые произведён пятый запуск одной и той же первой ступени B1048, посадка не была успешной.
- 85-й, 30 мая 2020 года, SpaceX DM-2, первый запуск пилотируемого космического корабля Crew Dragon с двумя астронавтами на борту к МКС.
- 86-й, 4 июня 2020 года, Starlink-7 v1.0, впервые произведена пятая успешная посадка одной и той же ступени B1049, а также первая успешная посадка на платформу «Just Read The Instructions» после её перемещения в Атлантический океан.
- 91-й, 18 августа 2020 года, Starlink-10 v1.0, впервые произведён шестой запуск и посадка одной и той же ступени B1049.
- 98-й, 16 ноября 2020, SpaceX Crew-1, первый эксплуатационный полёт Crew Dragon по смене экипажа МКС c четырьмя астронавтами на борту.
- 100-й, 25 ноября 2020 года, Starlink-15 v1.0, впервые произведён седьмой запуск и посадка одной и той же ступени B1049.
- 105-й, 20 января 2021 года, Starlink-16 v1.0, впервые произведён восьмой запуск и посадка одной и той же ступени B1051. Промежуток между седьмым и восьмым запуском ступени составил 38 дней.
- 106-й, 24 января 2021 года, Transporter-1, рекордное количество спутников, выведенных на орбиту в рамках одного запуска (143 аппарата). Предыдущий рекорд принадлежал ракете-носителю PSLV, которая вывела 104 спутника в 2017 году.
- 111-й, 14 марта 2021 года, Starlink-21 v1.0, впервые произведён девятый запуск и посадка одной и той же ступени B1051.
- 117-й, 9 мая 2021 года, Starlink-27 v1.0, впервые произведён десятый запуск и посадка одной и той же ступени B1051.
- 126-й, 16 сентября 2021 года, Inspiration4, запуск первой полностью частной орбитальной миссии с 4 туристами на борту корабля Crew Dragon.
- 129-й, 24 ноября 2021 года, DART, запуск демонстрационной миссии NASA по изменению орбиты астероида.
- 132-й, 18 декабря 2021 года, Starlink 4-4, впервые произведён одиннадцатый запуск и посадка одной и той же ступени B1051.
- 145-й, 19 марта 2022 года, Starlink 4-12, впервые произведён двенадцатый запуск и посадка одной и той же ступени B1051.
- 147-й, 8 апреля 2022 года, SpaceX AX-1, запуск корабля Crew Dragon к МКС с полностью частным экипажем на борту.
- 158-й, 17 июня 2022 года, Starlink 4-19, впервые произведён тринадцатый запуск и посадка одной и той же ступени B1060.
- 175-й, 11 сентября 2022 года, Starlink 4-2, впервые произведён четырнадцатый запуск и посадка одной и той же ступени B1058.
- 192-й, 17 декабря 2022 года, Starlink 4-37, впервые произведён пятнадцатый запуск и посадка одной и той же ступени B1058.
- 238-й, 10 июля 2023 года, Starlink 6-5, впервые произведён шестнадцатый запуск и посадка одной и той же ступени B1058.
- 257-й, 20 сентября 2023 года, Starlink 6-17, впервые произведён семнадцатый запуск и посадка одной и той же ступени B1058.
- 269-й, 4 ноября 2023 года, Starlink 6-26, впервые произведён восемнадцатый запуск и посадка одной и той же ступени B1058.
- 283-й, 23 декабря 2023 года, Starlink 6-32, впервые произведён девятнадцатый запуск и посадка одной и той же ступени B1058.
- 323-й, 13 апреля 2024 года, Starlink 6-49, впервые произведён двадцатый запуск и посадка одной и той же ступени B1062.
- 336-й, 18 мая 2024 года, Starlink 6-59, впервые произведён двадцать первый запуск и посадка одной и той же ступени B1062.
- 350-й, 27 июня 2024 года, Starlink 10-3, впервые произведён двадцать второй запуск и посадка одной и той же ступени B1062.
- 367-й, 28 августа 2024 года, Starlink 8-10, впервые произведён двадцать третий успешный запуск одной и той же ступени B1062.
- 392-й, 11 ноября 2024 года, Koreasat-6A, впервые произведена двадцать третья успешная посадка одной и той же ступени B1067.
- 405-й, 4 декабря 2024 года, Starlink 6-70, впервые произведён двадцать четвертый запуск и посадка одной и той же ступени B1067.
- 422-й, 10 января 2025 года, Starlink 12-12, впервые произведён двадцать пятый запуск и посадка одной и той же ступени B1067.
- 437-й, 15 февраля 2025 года, Starlink 12-8, впервые произведён двадцать шестой запуск и посадка одной и той же ступени B1067.
- 460-й, 14 апреля 2025 года, Starlink 6-73, впервые произведён двадцать седьмой запуск и посадка одной и той же ступени B1067.
- 474-й, 13 мая 2025 года, Starlink 6-83, впервые произведён двадцать восьмой запуск и посадка одной и той же ступени B1067.
- 500-й, 2 июля 2025 года, Starlink 10-25, впервые произведён двадцать девятый запуск и посадка одной и той же ступени B1067.

## Сравнимые ракеты-носители
- Зенит 2
- Дельта IV
- Атлас V
- Ариан 5
- GSLV Mk. III (Индия)
- Великий поход 5
- Ангара 5
- H-IIB
- Протон-М

| Ракета-носитель | Страна     | Первый запуск | 2010 | 2011 | 2012 | 2013 | 2014 | 2015 | 2016 | 2017 | 2018 |
| --------------- | ---------- | ------------- | ---- | ---- | ---- | ---- | ---- | ---- | ---- | ---- | ---- |
| Ariane 5        | ЕС         | 1996          | 12   | 8    | 12   | 6    | 10   | 12   | 10   | 10   | 9    |
| Протон-М        | Россия     | 2001          | 8    | 7    | 11   | 8    | 8    | 7    | 3    | 3    | 0    |
| Союз-2          | Россия     | 2006          | 1    | 5    | 4    | 5    | 8    | 6    | 5    | 5    | 5    |
| PSLV            | Индия      | 2007          | 1    | 2    | 2    | 2    | 1    | 3    | 3    | 2    | 3    |
| Falcon 9        | США        | 2010          | 0    | 0    | 0    | 2    | 4    | 5    | 8    | 12   | 16   |
| Vega            | ЕС         | 2012          | 0    | 0    | 0    | 1    | 1    | 2    | 2    | 4    | 2    |
| Другие          | -          | -             | 7    | 10   | 5    | 7    | 5    | 6    | 6    | 4    | 5    |
| Весь рынок      | Весь рынок | Весь рынок    | 29   | 32   | 34   | 31   | 37   | 41   | 37   | 40   | 41   |

1. ↑  Спутники Telstar 18V и 19V тяжелее, но запущены на низкоэнергетическую переходную орбиту с апогеем значительно ниже высоты ГСО.
2. ↑  2 коммерческих пуска были запланированы в 2018 году, но перенесены на 2019 год
3. ↑  Первые пуски верский PSLV-CA и PSLV-XL (2007 и 2008)
4. ↑  Первый полёт был некоммерческим
5. ↑   Atlas + Delta кроме военных пусков, включая GPS; Днепр, Рокот, Зенит